# Tierpark Skåne
Koordinaten: 55° 57′ 47″ N, 13° 32′ 12″ O
Der Tierpark Skåne, auch als Skånes Djurpark oder Zoo of Scania bekannt, ist ein Tierpark in der Nähe der Ortschaft Höör in der Provinz Schonen (schwedisch Skåne) in Südschweden. Er wurde im Jahr 1952 eröffnet und umfasst eine Fläche von etwa 100 Hektar. Die Besucherzahl pro Jahr beträgt im Durchschnitt knapp über 200.000. Der Tierpark Skåne ist Mitglied der European Association of Zoos and Aquaria (EAZA).

## Tierbestand  und Anlagenkonzept
Im Tierpark werden rund 800 Tiere in 80 Arten gehalten. Es werden schwerpunktmäßig Tiere, die der nordischen Fauna angehören, gezeigt. Dadurch soll das Interesse der Besucher für die heimische Tierwelt intensiviert werden. Die Anlagen für die Tiere sind derart konzipiert, dass sie in großzügig gestalteten Freigehegen gehalten werden, die waldähnliche Elemente, Freiflächen sowie Wasserstellen und Rückzugsgebiete enthalten. Im Folgenden ist eine Bild-Auswahl des Tierbestandes der Jahre 2005 bis 2016 gezeigt:

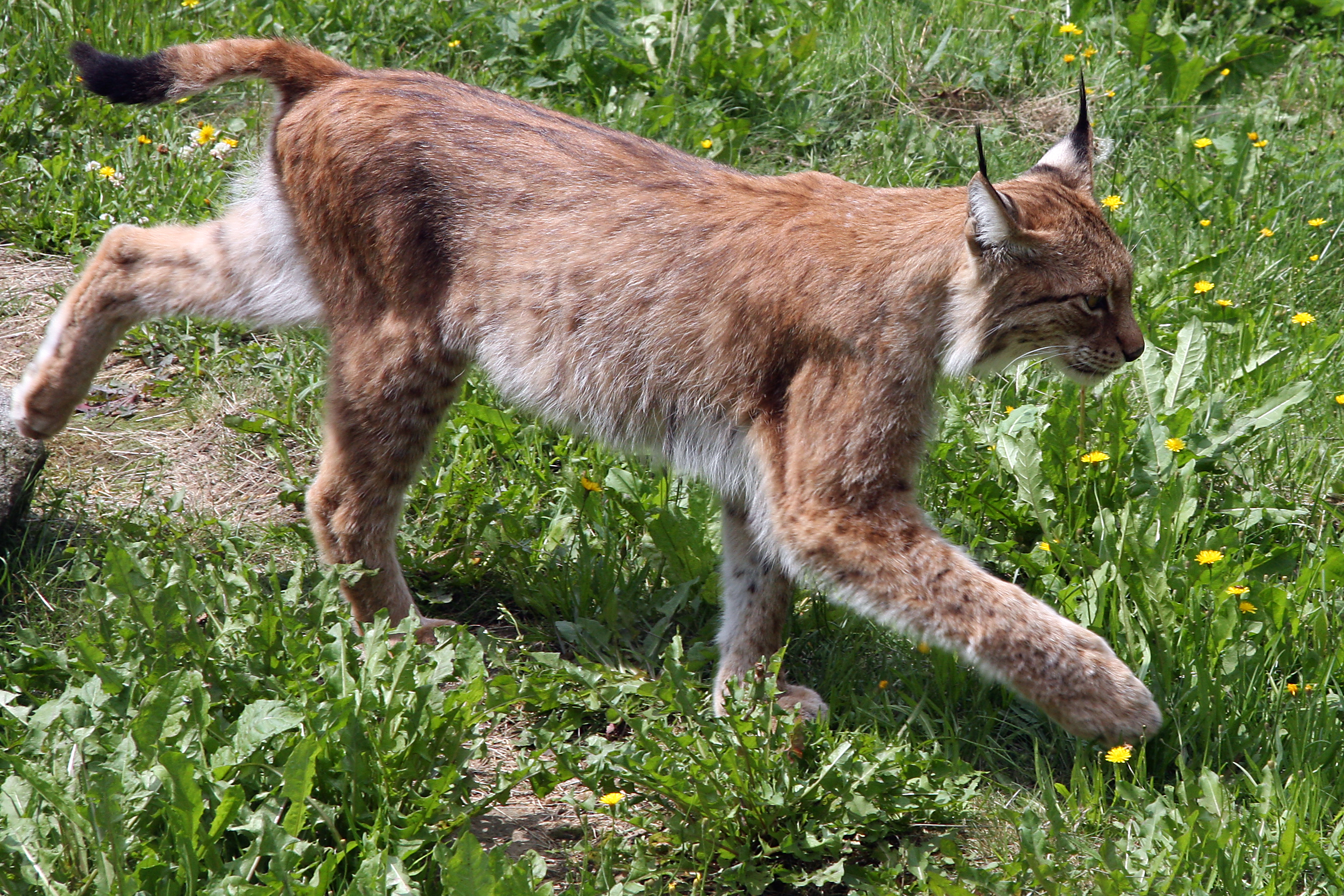
Eurasischer Luchs (Lynx lynx)
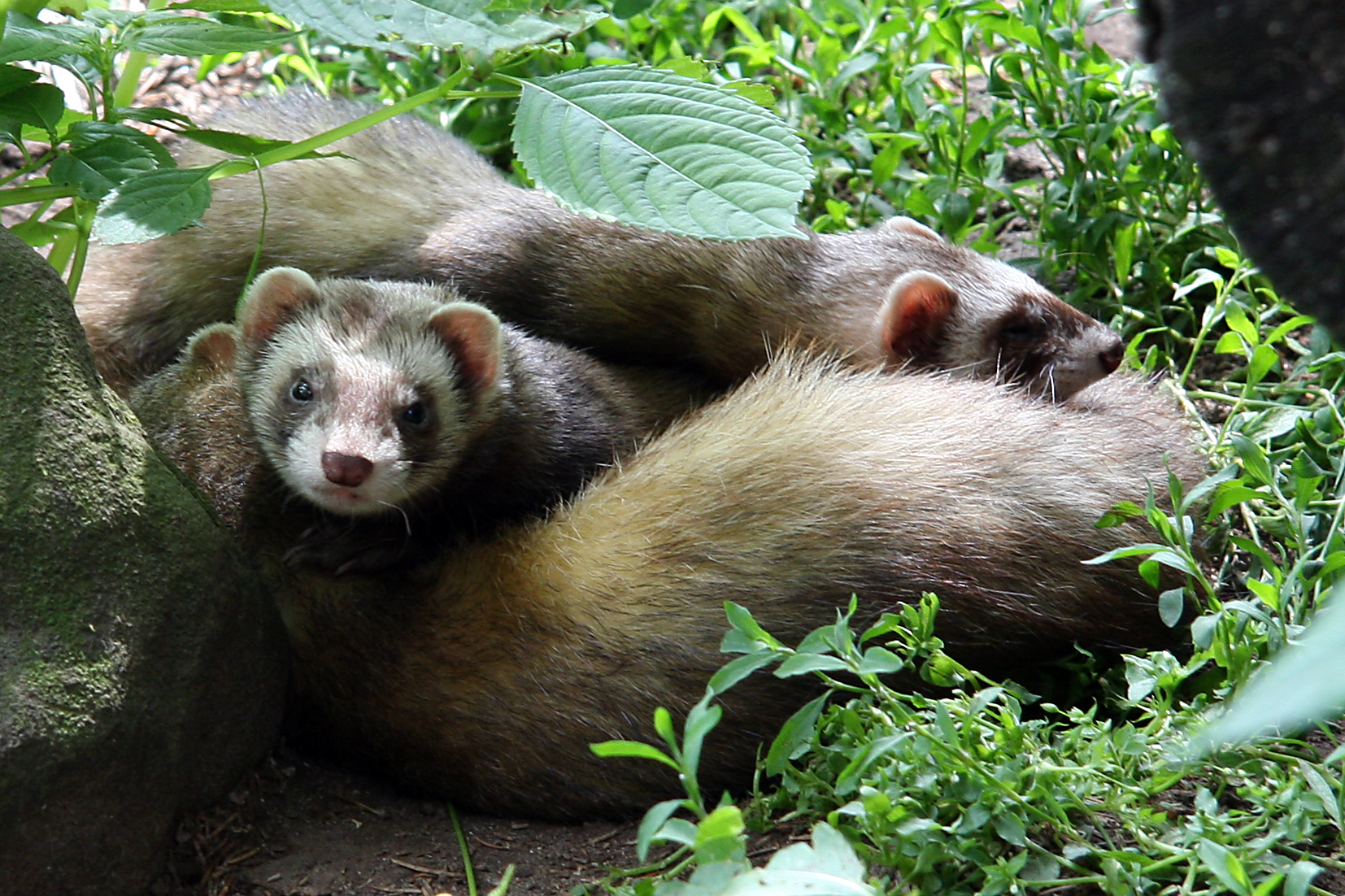
Europäischer Iltis (Mustela putorius)
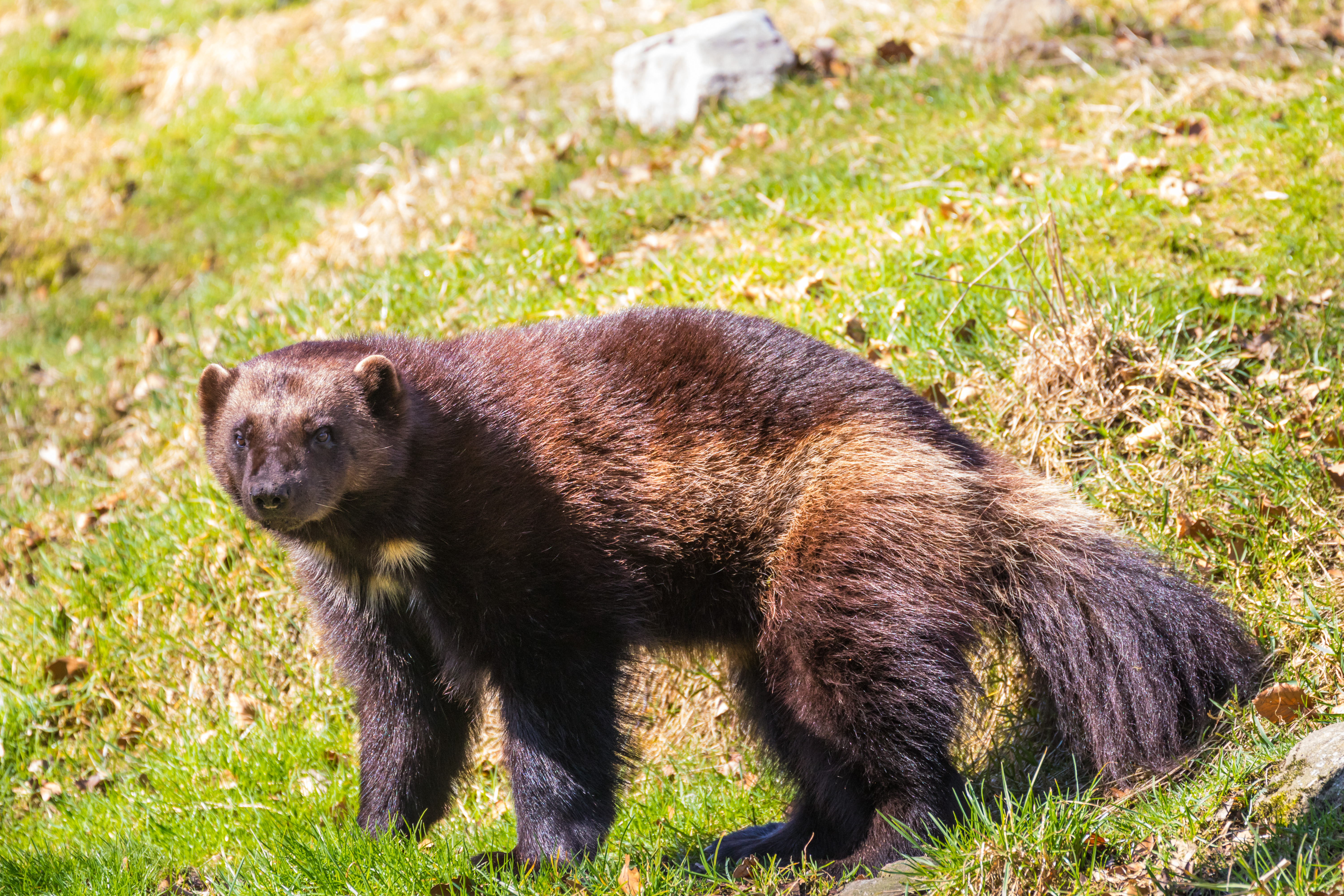
Vielfraß (Gulo gulo)
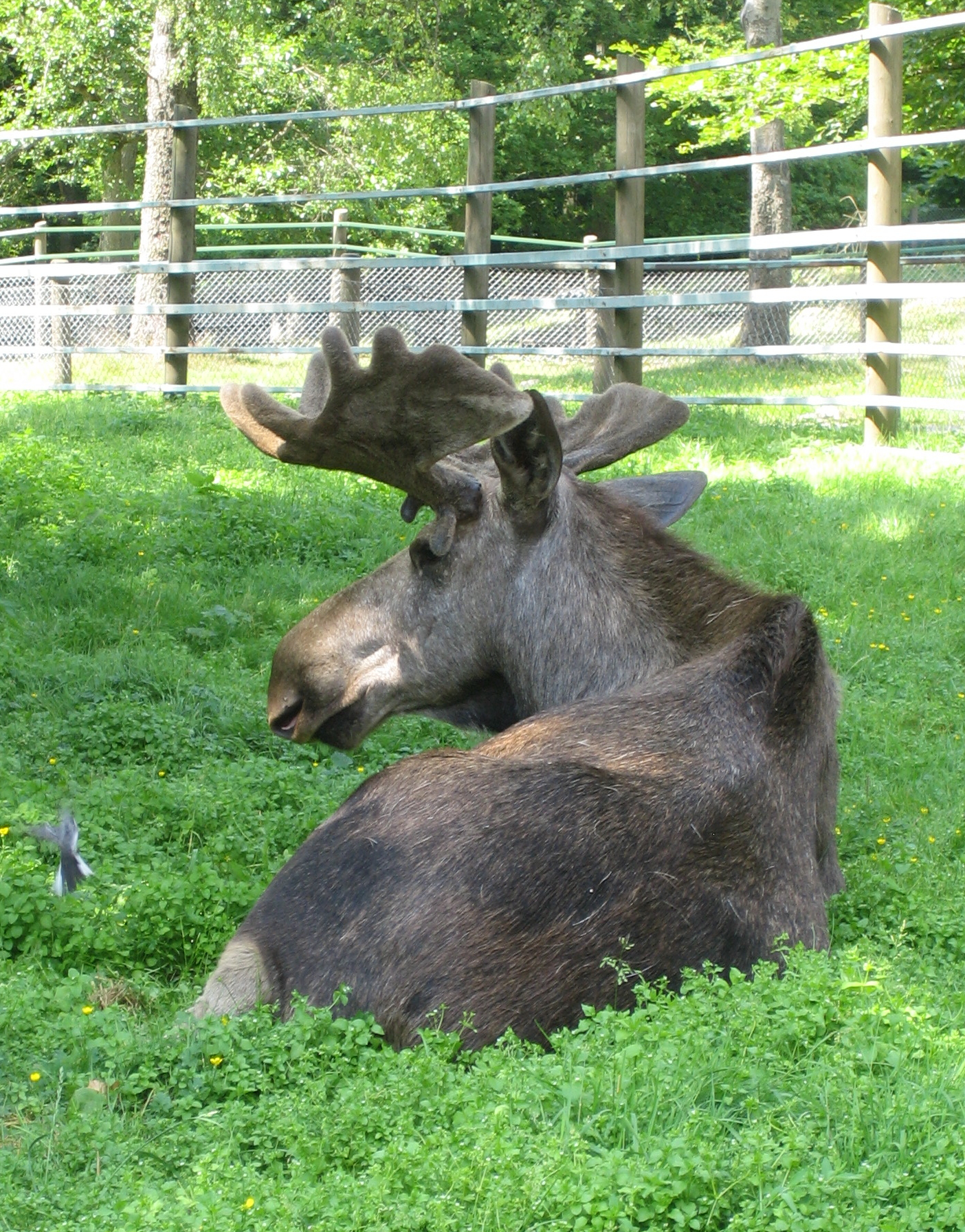
Elch (Alces alces)

## Weitere Einrichtungen
Für Kinder ist ein großer Spielplatz mit Wasserrutschen im Park eingerichtet und im sogenannten „Schafland“ können Schafe und andere Haustiere aus nächster Nähe betrachtet werden. Außerdem wurde ein 350 Meter langer Weg unter den Baumkronen angelegt. Im mitten im Tierpark gelegenen Camp Oak bestehen Unterkunftsmöglichkeiten für Besucher, für die spezielle Besichtigungstouren am Abend und am Morgen organisiert werden.

## Vorfall
Im Januar 2010 konnten mehrere Wölfe (Canis lupus) aus ihrem Gehege entkommen und sich frei im Park bewegen. Die Besucher wurden daraufhin evakuiert und die Wölfe vom Zoopersonal erschossen. Tierschützer kritisierten anschließend die ungenügenden Sicherheitseinrichtungen der Wolfsanlage.